# Paradoxecia
Paradoxecia is een geslacht van vlinders uit de familie van de wespvlinders (Sesiidae), onderfamilie Tinthiinae.
Paradoxecia is voor het eerst wetenschappelijk beschreven door George Francis Hampson in 1919. De typesoort is Aegeria gravis.

## Soorten
Paradoxecia omvat de volgende soorten:
- Paradoxecia chura Arita, Kimura & Owada, 2009
- Paradoxecia dizona (Hampson, 1919)
- Paradoxecia fukiensis Gorbunov & Arita, 1997
- Paradoxecia gravis (Walker, 1865)
- Paradoxecia karubei Kallies & Arita, 2001
- Paradoxecia luteocincta Kallies & Arita, 2001
- Paradoxecia myrmekomorpha (Bryk, 1947)
- Paradoxecia pieli Lieu, 1935
- Paradoxecia radiata Kallies, 2002
- Paradoxecia similis Arita & Gorbunov, 2001
- Paradoxecia taiwana Arita & Gorbunov, 2001
- Paradoxecia tristis Kallies & Arita, 2001
- Paradoxecia vietnamica Gorbunov & Arita, 1997